# Filipe Melâncton
Filipe Melâncton (em alemão: Philipp Melanchthon; Bretten, 16 de fevereiro de 1497 – Vitemberga, 19 de abril de 1560) foi um reformador, astrólogo e astrônomo alemão. Colaborador de Lutero, redigiu a “Confissão de Augsburgo” (1530) e converteu-se no principal líder do luteranismo após a morte de Lutero.

## Vida
Nascido Phillipp Schwarzerdt, em Bretten, na Saxônia, o mais velho entre cinco irmãos, era filho de Georg Schwarzerdt, mestre fundidor, e de sua esposa da família Reuter, uma rica família de comerciantes. Teve educação esmerada e distinguiu-se nos estudos de grego e latim. Perdeu o pai aos onze anos. Um de seus mestres (tio-avô) foi o humanista Johannes Reuchlin, que o chamava Melanchthon, tradução para o grego de seu nome alemão, Schwarzerdt, que significa "terra preta", e assim passou a ser conhecido. Reuchlin obteve que fosse aceito na Universidade de Heidelberga aos doze anos de idade. Terminou ali seus estudos no ano de 1511, como bacharel em artes. Porém não foi aceito para os exames de mestrado, por ser considerado muito jovem para ser um professor. Passou à Universidade de Tubinga, onde foi aceito em 1514 com 17 anos, na Faculdade de Filosofia. Johannes Reuchlin o recomendou ao príncipe-eleitor Frederico III da Saxônia para a recém-fundada Universidade de Vitemberga; ali, sua aula inaugural, em 1518, intitulou-se "Reforma da Instrução dos Jovens". Foi aluno de teologia de Lutero, em 1519, o qual, por sua vez, apesar de 14 anos mais velho, foi seu aluno de grego. Melâncton casou em 1520 com Katharina Krapp, a filha do prefeito de Vitemberga. 

É considerado o primeiro sistemático da Reforma (Loci communes, 1521 — posteriormente reeditado com melhoramentos). Melâncton publicou trabalhos não apenas na Teologia, mas também na Psicologia (De anima), Física (escreveu um trabalho sobre o sistema solar proposto por Copérnico) e filosofia (Philosophia moralis e vários outros comentários). Além de ser um entusiasta da astrologia grega, foi o primeiro a imprimir uma versão parafraseada do livro Tetrabiblos de Ptolomeu em 1554. Tudo isso contribui para que ele tivesse um respaldo no meio universitário. 

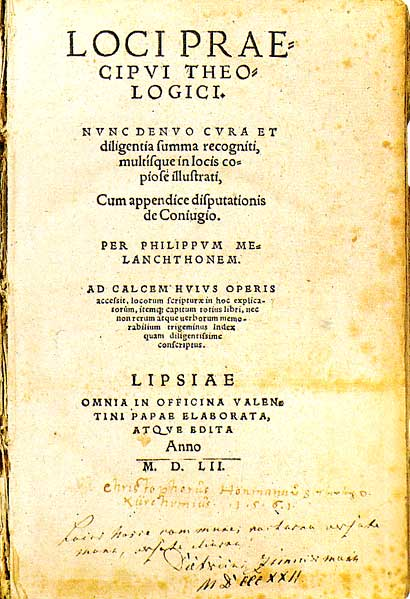
Frontispício do livro Loci communes

Além desses trabalhos, Melâncton escreveu comentários ao Novo Testamento, publicando em 1537 seu comentário sobre a “Epístola aos Colossenses” e entre 1529 e 1556 seu comentário sobre a “Epístola aos Romanos”. Foi o homem que efetivamente escreveu a “Confissão de Augsburgo” e também a Apologia desta confissão, as quais continuam tendo caráter fundamental para as igrejas luteranas até os dias de hoje. Tornou-se conhecido como o "educador da Alemanha" (Praeceptor Germaniae) por organizar e reformar as escolas alemãs. Ele estava desgostoso com a pobreza da instrução nas escolas alemãs durante a Idade Média o que exprime em seu De Miseriis Paedagogorum no qual relata o triste estado da instrução em escolas. Melâncton instalou em sua própria casa uma escola experimental onde fez experiências pedagógicas por dez anos. Até o século XVIII os manuais acadêmicos e escolares de Melâncton foram usados por todos os lados, inclusive em institutos ligados a Roma (naturalmente com a omissão de seu nome). Seus conceitos de direito natural e razão tiveram influência sobre a filosofia iluminista. 
Antes de sua morte foi reconhecido pelo seu trabalho de reforma e expansão do sistema universitário alemão, que produziu principalmente intelectuais, servidores públicos e pregadores ilustres, todos bem preparados.